# Francesco Totti
Francesco Totti (Roma, 27 settembre 1976) è un ex calciatore italiano, di ruolo attaccante o centrocampista. Con la nazionale italiana è diventato campione del mondo nel 2006 e vicecampione d'Europa nel 2000.
Considerato uno dei migliori giocatori italiani di tutti i tempi nonché tra i più forti al mondo della propria generazione, nel corso della sua carriera agonistica ha sempre militato nella Roma, squadra della quale è stato capitano dal 1998 al 2017, per un totale record di 19 stagioni, vincendo uno scudetto (2000-2001, il terzo della storia giallorossa), due Supercoppe italiane (2001 e 2007) e due Coppe Italia (2006-2007 e 2007-2008).
Tra il 1998 e il 2006 ha fatto parte della nazionale italiana, con la quale ha disputato due campionati d'Europa (Belgio-Paesi Bassi 2000 e Portogallo 2004) e altrettanti campionati del mondo (Corea del Sud-Giappone 2002 e Germania 2006), venendo inserito nella squadra ideale dell'Europeo 2000 e del vittorioso Mondiale 2006. In precedenza, con le nazionali giovanili aveva conquistato l'Europeo Under-21 nel 1996 e i Giochi del Mediterraneo nel 1997.
Con 250 reti all'attivo in Serie A, è il calciatore che ha realizzato il maggior numero di reti con la stessa squadra nella massima divisione italiana, di cui è il secondo miglior cannoniere di tutti i tempi dopo Silvio Piola; con i giallorossi ha segnato 307 reti complessive, le quali costituiscono un primato in Italia per una squadra di club. È inoltre l'attaccante con più presenze in Serie A (619, terzo giocatore in assoluto dietro Gianluigi Buffon e Paolo Maldini), competizione nella quale è l'unico calciatore, insieme a Maldini, ad aver preso parte a 25 stagioni e il solo andato a segno in 23 campionati, peraltro consecutivi. In Champions League ha detenuto il record di marcatore più anziano nella storia della competizione fino al 6 novembre 2023, avendo messo a referto l'ultima rete all'età di 38 anni e 59 giorni, venendo superato da Pepe all'età di 40 anni 8 mesi e 12 giorni.
Occupa la 75ª posizione nella speciale classifica dei migliori calciatori del XX secolo pubblicata dalla rivista World Soccer e nel marzo del 2004 è stato inserito da Pelé nella FIFA 100, la lista dei 125 migliori calciatori viventi, redatta in occasione del Centenario della FIFA. È stato inserito inoltre per quattro volte tra i candidati alla vittoria del Pallone d'oro (2000, 2001, 2003, 2007) arrivando a ricoprire la quinta posizione nel 2001. Nell'arco della sua più che ventennale carriera ha conseguito numerosi riconoscimenti internazionali tra cui la Scarpa d'oro come miglior marcatore europeo, il Golden Foot, il UEFA President's Award e, primo e unico tra i calciatori italiani, il premio alla carriera ai Laureus World Sports Awards. In una ricerca della IFFHS del 2012 è stato eletto «calciatore più popolare d'Europa». A livello nazionale detiene il record di premiazioni (5) come migliore calciatore italiano AIC.
Annoverato fra le più grandi «bandiere» di sempre, le sue ultime apparizioni sui campi nazionali e internazionali sono state omaggiate con ovazioni di ammirazione anche da parte dei tifosi avversari, a livello mondiale.

## Biografia

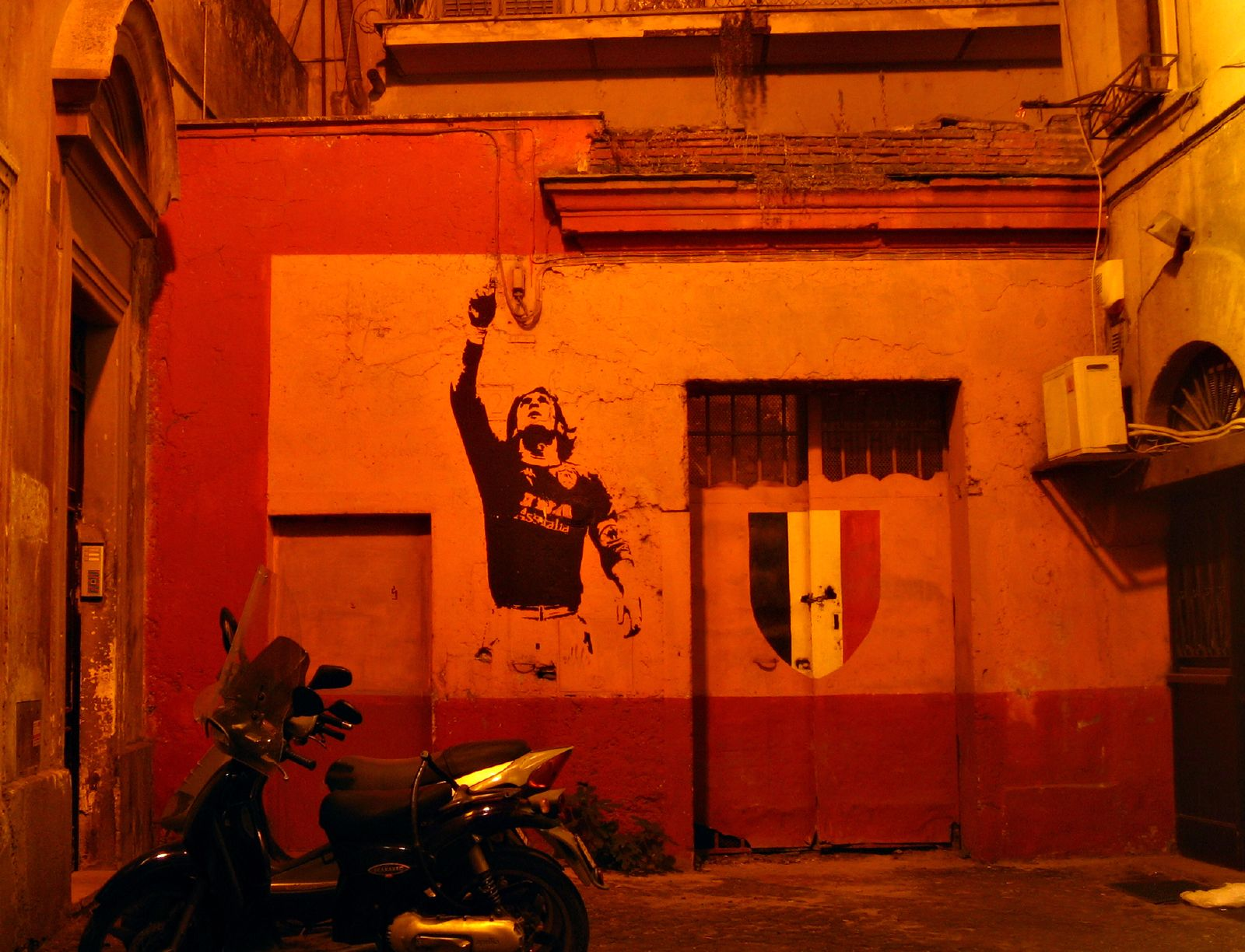
Totti protagonista di un noto murale nel rione Monti, celebrativo dello scudetto romanista del 2001

Soprannominato Er Pupone, è nato a Roma ed è cresciuto nel quartiere di Porta Metronia. Suo padre Lorenzo, detto Enzo (1944-2020) era un impiegato di banca, mentre sua mamma Fiorella una governante. Ha un fratello maggiore, Riccardo. Il 19 giugno 2005 ha sposato la showgirl Ilary Blasi, con la quale ha fondato la linea di abbigliamento Never Without You; la coppia ha avuto tre figli: Cristian (2005), Chanel (2007) e Isabel (2016). L'11 luglio 2022 la coppia, dopo 17 anni di matrimonio, ha annunciato la separazione.
Nel 2006 ha partecipato, assieme alla moglie, al doppiaggio italiano di un episodio della serie televisiva I Simpson. Nel 2008 è comparso nel film L'allenatore nel pallone 2 e nella fiction televisiva I Cesaroni.
Nel maggio del 2010 ha presentato a Roma, insieme all'attore Russell Crowe, l'edizione speciale del film Il gladiatore, realizzata dalla Universal Pictures in onore della squadra di calcio della Roma, per celebrare il decimo anno dall'uscita del film.
La storia siamo noi di Rai Cultura ha dedicato a Totti una puntata intitolata Tutto Totti.

### Pubblicità
È stato testimonial Nike (azienda con cui aprì un contenzioso nel 2004) e Diadora. In ambito extrasportivo ha pubblicizzato, tra le altre: Vodafone, FIAT, Pepsi, Dash, Very Mobile, Volkswagen e Grom.
Nel settembre 2008 è uscita nelle edicole del Lazio una collezione di figurine monotematica a lui dedicata dal titolo Francesco Totti, il Capitano.
Nel 2015 l'ATAC (azienda di trasporti pubblici della Capitale) ha stampato numerosi biglietti raffiguranti il giocatore (onore fino ad allora concesso solo a due pontefici), in occasione del suo 39º compleanno.
Nel mese di aprile 2025 si reca a Mosca in qualità di ospite d'onore all'International RB Award, uno degli eventi più importanti nel campo delle scommesse e dello sport in Russia. Viene accolto all' aeroporto di Mosca, tra gli altri, dal CEO di Bookmaker Ratings, società di scommesse online; il nome di tale società compare in numerose inchieste originate nel Regno Unito in merito all'aggiramento delle sanzioni e il transito di capitali illecito dalla Russia.

### Impegno nel sociale
Ambasciatore dell'UNICEF, Totti ha devoluto in beneficenza i proventi dei suoi 5 libri, i diritti TV pagati dall'emittente satellitare Sky per la diretta televisiva del suo matrimonio e il compenso ricevuto per l'apparizione su Topolino di Papertotti, personaggio a lui ispirato.
Nell'ambito del progetto Il calcio adotta i bambini abbandonati, di cui è promotore, ha adottato dei bambini di Nairobi. Ha anche una scuola calcio, nota come Totti soccer school, che ha aperto nel 2010.

## Caratteristiche tecniche

Totti realizza il suo primo gol in Serie A al il 4 settembre 1994

Francesco Totti ha ricoperto nella prima fase della sua carriera il ruolo di trequartista e quello di seconda punta, ma dal 2006 è stato prevalentemente impiegato nel ruolo di prima punta. Pur essendo finalizzatore, fungeva da uomo-assist e da creatore di gioco: il suo ruolo dunque si identificava in maniera più appropriata con quello del centravanti di manovra. Nelle giovanili, nel periodo in cui è stato allenato da Emidio Neroni, è stato impiegato anche come centrocampista.
Durante il biennio con Zdeněk Zeman, nel 1997-1998, Totti gioca anche ala sinistra ed esperisce un miglioramento atletico; decide infatti di eseguire un potenziamento muscolare per adattarsi ai ritmi del calcio fisico, guadagnando in forza fisica e potenza di calcio, a scapito dell'agilità. Con Luciano Spalletti, è stato impiegato anche come falso centravanti nel tridente d'attacco dell'allenatore; durante la gestione tecnica di Luis Enrique ha arretrato il proprio raggio d'azione, muovendosi da regista di centrocampo.

Il numero 10 giallorosso Totti cerca il gol su calcio di punizione – pezzo forte del suo bagaglio tecnico – sul campo del Piacenza nel 1999

Le sue principali caratteristiche erano una notevole visione di gioco, il controllo di palla, il passaggio in profondità e un tiro potente e preciso con entrambi i piedi. Giocatore carismatico, durante la carriera ha dimostrato inoltre doti di corsa e spirito di sacrificio, che lo rendevano utile anche in fase difensiva.
Dotato di grande fantasia, poteva illuminare il gioco con passaggi di prima e verticalizzazioni, ed era in grado di smarcare il compagno anche spalle alla porta, spesso con colpi di tacco. Era inoltre un ottimo tiratore di punizioni e rigori, che talvolta effettuava col gesto del "cucchiaio".

## Carriera

### Club

#### Gli esordi e l'approdo nelle giovanili della Roma
La sua prima squadra di calcio fu la Fortitudo, nella quale iniziò a giocare a calcio all'età di 7 anni. In seguito si trasferì prima alla Smit Trastevere, dove disputò il suo primo campionato dilettantistico giocando due anni sotto età nel campionato esordienti e poi, nel 1986, alla Lodigiani.

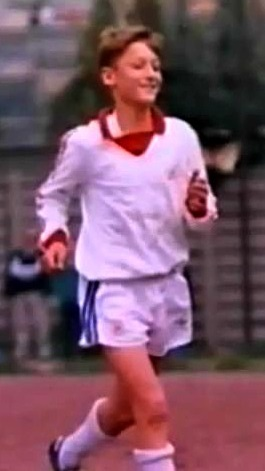
Totti in azione con la squadra Giovanissimi della Lodigiani nel 1989

Nel 1988 Ariedo Braida tentò di portare Totti al Milan ma senza successo.
Nel 1989, a 12 anni, la Lodigiani raggiunse un accordo per la sua cessione alla Lazio, ma un blitz a casa del calciatore da parte dell'allora responsabile del settore giovanile della Roma, Gildo Giannini, convinse i genitori a scegliere i giallorossi. Ne nacque un incidente diplomatico tra Lazio, Roma e Lodigiani. Fu il presidente Dino Viola a risolvere la spiacevole situazione incontrando la dirigenza della Lodigiani, rappresentata dal vice presidente Rinaldo Sagramola e dal direttore sportivo Enzo Di Maio: venne raggiunto un accordo che previde il passaggio di due calciatori della Roma, Gianni Cavezzi e Stefano Placidi, alla Lodigiani, oltre alla somma di 300 milioni di lire. Passò così nelle giovanili della Roma.
Nella squadra giallorossa apprezzò il capitano di quel periodo, Giuseppe Giannini, il quale, calcisticamente parlando, fu il suo punto di riferimento sin da quando era piccolo.
Nel 1991, a 15 anni, ottenne il suo primo successo al Torneo internazionale di Sanremo. Nel 1993 conquistò lo scudetto con la squadra Allievi; in seguito, approdato nella squadra Primavera allenata da Luciano Spinosi, vinse la Coppa Italia di categoria.

#### L'esordio in Serie A, l'affermazione e la fascia da capitano (1993-1999)
Dopo tre anni di settore giovanile alla Roma, nella stagione 1992-1993 Totti entrò nel giro della prima squadra grazie a Vujadin Boškov, che lo fece esordire in Serie A a 16 anni il 28 marzo 1993, nei minuti finali della partita Brescia-Roma (0-2). Quella convocazione fu anche frutto dell'assenza dell'infortunato Thomas Häßler. Il debutto da titolare avvenne sotto la guida di Carlo Mazzone, il 15 dicembre 1993 in Coppa Italia, partita in cui la Roma vinse ma venne eliminata dalla Sampdoria ai calci di rigore. L'esordio da titolare in campionato avvenne invece il 27 febbraio 1994, di nuovo contro la Sampdoria, in una partita che vide la Roma sconfitta in casa per 0-1.

Totti (a sinistra) alla prima da titolare con la maglia della Roma, il 16 dicembre 1993, inseguito dal sampdoriano Serena

Ritenendolo «un talento purissimo», Mazzone aiutò molto Totti, distribuendone le presenze nel corso dei suoi tre anni (dal 1993 al 1996) alla guida dei giallorossi, proteggendolo tanto dai facili entusiasmi quanto dalle critiche, arrivandone a controllare anche la vita privata.
Nella stagione 1994-1995 realizzò la sua prima rete in Serie A (4 settembre 1994) nella partita contro il Foggia. Quell'anno, in un reparto offensivo che vede Abel Balbo e Daniel Fonseca come prime scelte (con Balbo che arrivò a chiedere a Mazzone di far giocare Totti dietro a lui e a Fonseca), collezionò 21 presenze e realizzò 4 gol in campionato; segnò 3 gol anche in Coppa Italia, non riuscendo però a evitare l'eliminazione della Roma a opera della Juventus ai quarti.
Nella stagione 1995-1996, con il numero 20 sulle spalle, Totti divenne titolare della squadra giallorossa, assommando 28 presenze e due gol in campionato (entrambi contro il Bari). In quell'annata realizzò, in Coppa UEFA contro l'Aalst, il suo primo gol nelle coppe europee.

Totti in posa con la divisa giallorossa nella stagione 1996-1997

L'annata successiva vide l'arrivo in panchina dell'allenatore argentino Carlos Bianchi; i rapporti tra lui e Totti non furono idilliaci, tanto che si ventilò una cessione alla Sampdoria (con i doriani Montella e Mancini che lo invitarono a venire a Genova), con Bianchi che era intenzionato a prendere Jari Litmanen al suo posto. Le buone prestazioni offerte nel febbraio 1997 durante il Torneo Città di Roma, contro l'Ajax e il Borussia M'gladbach, cambiarono lo scenario, e Bianchi venne poi esonerato. Il resto della stagione fu sotto la transitoria conduzione tecnica di Nils Liedholm, conclusa al dodicesimo posto. Comunque fu una stagione positiva per Totti che realizzò 5 gol in 30 presenze. Totti venne visto come punto di partenza per la nuova Roma e dichiarò di volervi restare, se possibile, fino a fine carriera.
L'arrivo sulla panchina giallorossa di Zdeněk Zeman costituì per Totti un periodo di maturazione mentale e fisica. Dal punto di vista tecnico e tattico, dimostrò di essere compatibile con i rigidi schemi dell'allenatore boemo, mostrandosi disposto al sacrificio e alla corsa; inoltre diventò fisicamente più potente e completo. Sul versante mentale e carismatico, assunse un ruolo di sempre maggiore responsabilità nella squadra giallorossa. Rifiutò il soprannome di Pupone che sentì troppo stretto, e i compagni di squadra lo investirono della maglia numero 10.
Fu il periodo dei primi consensi trasversali, anche lontani dai riflettori romani; si discusse sul fatto se lui fosse una punta o un trequartista; inoltre una parte della critica cominciò a suggerire Totti al selezionatore della nazionale Cesare Maldini, in vista dei Mondiali di Francia 1998. La stagione si chiuse con un buon quarto posto, sebbene le quattro sconfitte su altrettanti derby stagionali (due delle quali determinarono l'eliminazione in Coppa Italia), furono causa di malumori. Concluse la sua quinta stagione con la Roma con 30 presenze e 13 gol, realizzando peraltro la sua prima doppietta in Serie A il 9 novembre 1997, ai danni del Bari.

Da destra: il neocapitano romanista Totti posa con il fiorentino – e futuro compagno di squadra – Batistuta nel corso del campionato 1998-1999

La consacrazione arrivò nella stagione seguente: il 31 ottobre 1998 (in spogliatoio con un apposito discorso a seguito di un Atalanta-Roma di Coppa Italia) Aldair gli cedette la fascia di capitano. Autore di 16 gol in 42 partite complessive, Totti fu premiato con il Guerin d'oro, in qualità di giocatore con la media voto più alta della Serie A nelle pagelle della stampa specializzata.

#### Lo scudetto da protagonista e la prima Supercoppa (1999-2004)
Il mercato della nuova stagione vide Fabio Capello al posto di Zeman; il tecnico friulano, già vincitore col Milan e il Real Madrid, progettò di costruire una squadra competitiva attorno a Totti. Nella stagione 1999-2000 la Roma concluse il campionato al sesto posto. Totti a causa di alcuni infortuni giocò meno partite (in campionato solo 27) ma fu comunque determinante con 7 gol in Serie A e una in Coppa UEFA contro il Newcastle Utd (fondamentale per il passaggio agli ottavi di finale). Al termine della stagione Totti venne candidato dall'Associazione Italiana Calciatori come migliore calciatore italiano e vinse il premio come migliore calciatore giovane.

Da destra: Totti, l'arbitro Tombolini e il capitano laziale Nesta prima della stracittadina di andata del campionato 1999-2000

Per l'anno 2000-2001 la Roma acquistò Gabriel Batistuta, che insieme a Vincenzo Montella e lo stesso Totti formò il cosiddetto «trio delle meraviglie». Dopo essersi laureati campioni d'inverno, i giallorossi continuarono la loro marcia anche nel girone di ritorno mantenendo vantaggi sempre rassicuranti sulle inseguitrici Juventus e Lazio. Alla penultima giornata, Totti andò a segno a Napoli e sembrò consegnare lo scudetto alla Roma, ma a dieci minuti dalla fine gli azzurri pareggiano l'1-2 giallorosso. A questo punto la Roma, per vincere lo scudetto, dovette vincere in casa con il Parma; la partita si giocò il 17 giugno 2001, in un Olimpico che registrò il tutto esaurito in cui la squadra di casa s'impose per 3-1 grazie ai gol di Totti, Montella e Batistuta, risultato con cui si laureò campione d'Italia. Totti chiuse la stagione con 13 reti (degne di nota quella realizzata nella gara d'andata contro l'Udinese, con un potente sinistro al volo e quella contro il Milan a san Siro, con un destro da 25 metri), e fu nuovamente nominato migliore calciatore italiano AIC e venne incluso nella lista dei candidati al Pallone d'oro, classificandosi quinto.
Il 19 agosto 2001 Totti vinse con la Roma la Supercoppa italiana, ottenuta battendo la Fiorentina all'Olimpico per 3-0 e segnando il terzo gol. Nel corso della stagione, Totti accusò qualche acciacco fisico che lo accompagnerà per tutto il campionato; ciò nonostante mise a referto 8 gol (tra cui quello nel derby contro la Lazio con un pallonetto da 25 metri e quello contro l'Inter in mezza rovesciata). Terminò la stagione al secondo posto, a un solo punto dalla Juventus laureatasi campione d'Italia all'ultima giornata di campionato. In quest'annata disputa per la prima volta la Champions League, segnando in totale 3 gol (di cui 2 al Real Madrid)

Totti capitano della Roma campione d'Italia 2000-2001.

Nella stagione 2002-2003 e Totti iniziò a ricoprire con una certa frequenza il ruolo di centravanti puro, incrementando la propria media realizzativa e chiudendo rispettivamente con 14 reti (realizzando anche la sua prima tripletta in carriera, ai danni del Brescia nello stadio dove 9 anni prima aveva esordito). I giallorossi si classificarono ottavi e raggiunsero la finale di Coppa Italia, persa contro il Milan nonostante tre gol di Totti tra andata e ritorno (il gol su punizione nella gara d’andata fu anche il suo centesimo gol con la maglia della Roma). In Champions League eguagliò il record di gol dell’anno precedente, tre, realizzandone uno al Real Madrid e due al Valencia. Nel 2003 Totti ricevette due Oscar del calcio AIC come migliore italiano e come migliore calciatore assoluto.
L'anno successivo realizzò 20 gol e ottenne un secondo posto in campionato sempre alle spalle del Milan; venne inoltre premiato col Guerin d'oro per la seconda volta in carriera.

#### La Scarpa d'oro, le due Coppe Italia e la seconda Supercoppa (2005-2008)
Terminata una stagione 2004-2005 deludente, chiusa all'ottavo posto (nonostante Totti superi il record di Roberto Pruzzo, diventando il miglior cannoniere in campionato nella storia della Roma), il 17 giugno 2005 la società giallorossa ufficializzò l'arrivo del nuovo tecnico Luciano Spalletti, che, da novembre in poi, utilizzerà stabilmente Totti come prima punta. L'annata iniziò bene per Totti, che il 26 ottobre, nella partita di andata contro l'Inter, realizzò con un cucchiaio da fuori area dopo essere partito palla al piede da centrocampo: un gol, questo, annoverato dallo stesso Totti tra i più belli della sua carriera. Tuttavia, nella gara di ritorno contro l'Empoli, il 19 febbraio 2006, Totti fu vittima di un grave infortunio alla gamba sinistra (rottura del perone), causato da un intervento di Richiard Vanigli, che lo costrinse a saltare quasi interamente il girone di ritorno e che avrebbe potuto precludergli il Mondiale. La prima stagione agli ordini di Spalletti fu comunque molto positiva per la squadra: la Roma stabilì un record 11 vittorie consecutive (poi battuto dall'Inter nella stagione successiva) e raggiunse la finale di Coppa Italia, persa per 3-1 contro i nerazzurri.

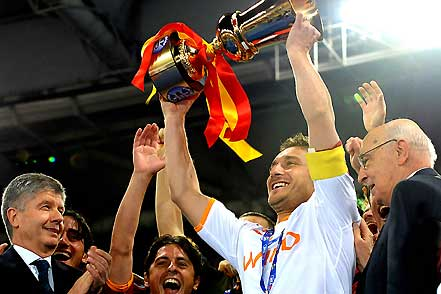
Totti alza la Coppa Italia 2007-2008 al termine della vittoriosa finale sull' (2-1) del 24 maggio 2008

Nel campionato successivo (post Calciopoli), Totti batté il suo record personale di gol, segnandone 26 in campionato (uno dei quali, realizzato con un tiro al volo contro la Sampdoria, gli vale l'applauso di tutto il Ferraris) e 32 in stagione. I gol messi a segno gli consentirono di laurearsi capocannoniere della Serie A e di vincere la Scarpa d'oro, contesa fino all'ultimo con Ruud van Nistelrooij. I giallorossi conclusero la stagione al secondo posto, alle spalle dell'Inter, e trionfarono in Coppa Italia battendo proprio i nerazzurri: l'eclatante 6-2 all'andata rese ininfluente la sconfitta per 2-1 al ritorno. Totti vinse così la sua prima Coppa Italia, dopo tre finali perse.
Il 19 agosto 2007, a sei anni di distanza dalla prima, Totti vinse la seconda Supercoppa italiana della sua carriera, battendo al Meazza l'Inter per 1-0. Dopo essersi posizionato decimo nella classifica finale del Pallone d'oro con 20 voti, nel corso della stagione Serie A 2007-2008 diventò il giocatore con più presenze in Serie A nella storia della Roma, superando le 386 partite di Giacomo Losi. La Roma vinse per il secondo anno consecutivo la Coppa Italia, battendo l'Inter per 2-1, nella finale unica all'Olimpico; Totti non giocherà la partita a causa di un serio infortunio patito un mese prima durante la gara casalinga contro il Livorno (lesione del legamento crociato anteriore del ginocchio destro), ma sarà comunque lui ad alzare al cielo il trofeo.

#### L'ascesa tra i migliori cannonieri di sempre (2008-2015)

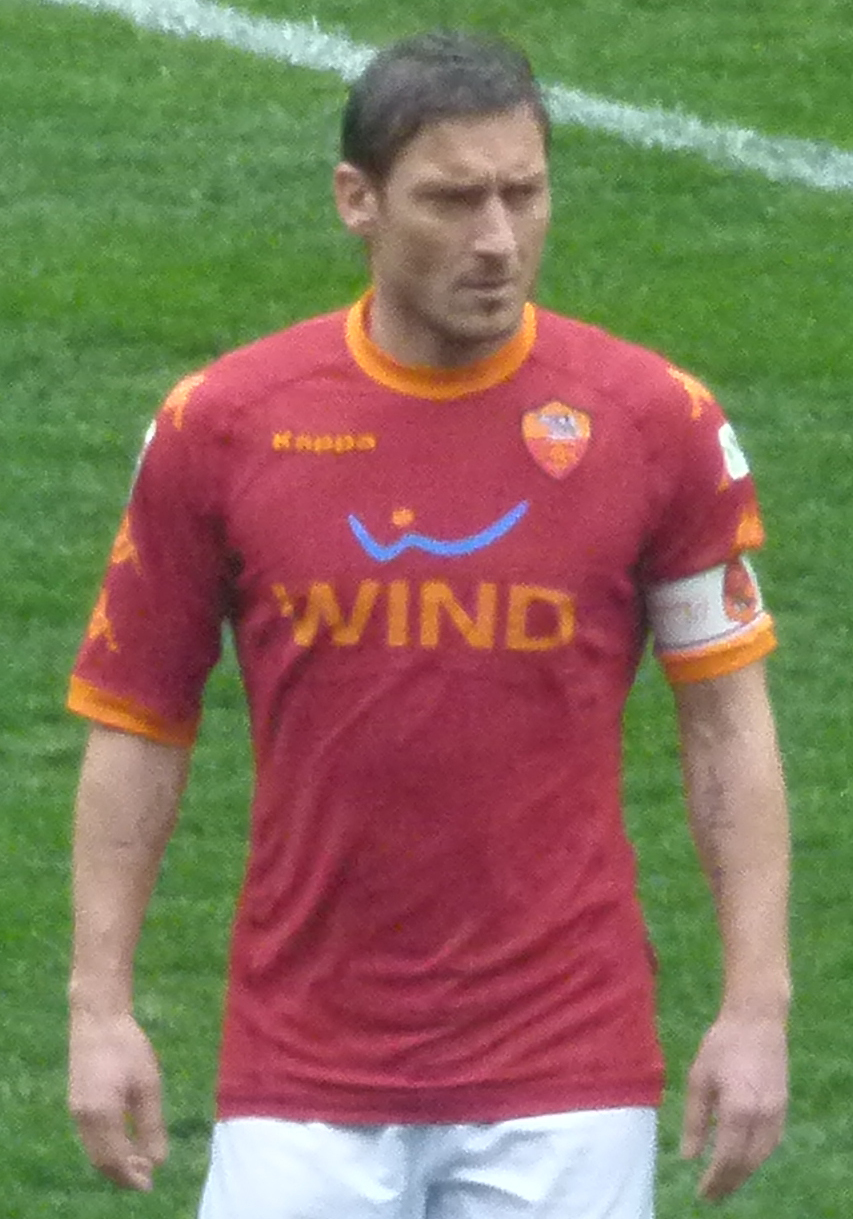
Totti nella stagione 2010-2011

Ripresosi dall'infortunio, Totti tornò in campo all'inizio della stagione successiva, impiegato da Spalletti negli ultimi minuti della finale della Supercoppa italiana 2008, Inter-Roma. La sfida, finita in parità (2-2), si protrasse fino ai calci di rigore, quando Totti fallì il quinto e ultimo rigore (mandando il pallone sulla traversa), che avrebbe assegnato alla Roma la Supercoppa Italiana, vinta quindi dall'Inter. In Roma-Lecce del 19 aprile 2009, Totti raggiunse quota 175 reti in Serie A, superando Amedeo Amadei e diventando il miglior realizzatore della Roma di tutti i tempi, entrando al contempo nella top 10 della classifica dei marcatori del campionato di calcio italiano.
Durante il campionato 2009-2010, chiuso al secondo posto, Totti ottenne la garanzia di poter rivestire, dopo il ritiro, un ruolo all'interno del settore tecnico della società. Terminò l'annata con due episodi controversi: un calcio all'indirizzo di Mario Balotelli durante la finale di Coppa Italia persa contro l'Inter e, a stagione conclusa, una dichiarazione per la quale viene deferito dal procuratore federale Stefano Palazzi.
L'anno successivo la Roma non si confermò arrivando sesta in classifica nonostante Totti avesse segnato 15 reti.
Nel campionato 2011-2012 Totti realizzò la sua rete numero 211 nella massima serie in Roma-Cesena 5-1 (in cui segnò una doppietta), diventando il giocatore ad aver segnato più gol in Serie A con la stessa maglia, superando Gunnar Nordahl, autore di 210 centri con il Milan. Nella stagione 2012-2013 salì al secondo posto, dietro Silvio Piola, tra i più grandi marcatori nella storia della massima serie con 226 reti, superando nuovamente Nordahl.
Il 30 settembre 2014, con il gol segnato nella seconda giornata della fase a gironi della Champions League contro il Manchester City, Totti diventò, all'età di 38 anni e 3 giorni, il giocatore più anziano a segnare una rete nella competizione, superando in questa speciale graduatoria il gallese Ryan Giggs, a segno a 37 anni e 9 mesi. Il gol realizzato, il 291º con la maglia della Roma, lo rese il miglior marcatore di sempre di una squadra italiana, permettendogli di superare Alessandro Del Piero. Il 25 novembre 2014, nella quinta giornata della fase a gironi contro il CSKA Mosca, migliorò ulteriormente il record di marcatore più anziano della competizione segnando su punizione il gol del momentaneo vantaggio giallorosso a 38 anni e 59 giorni.

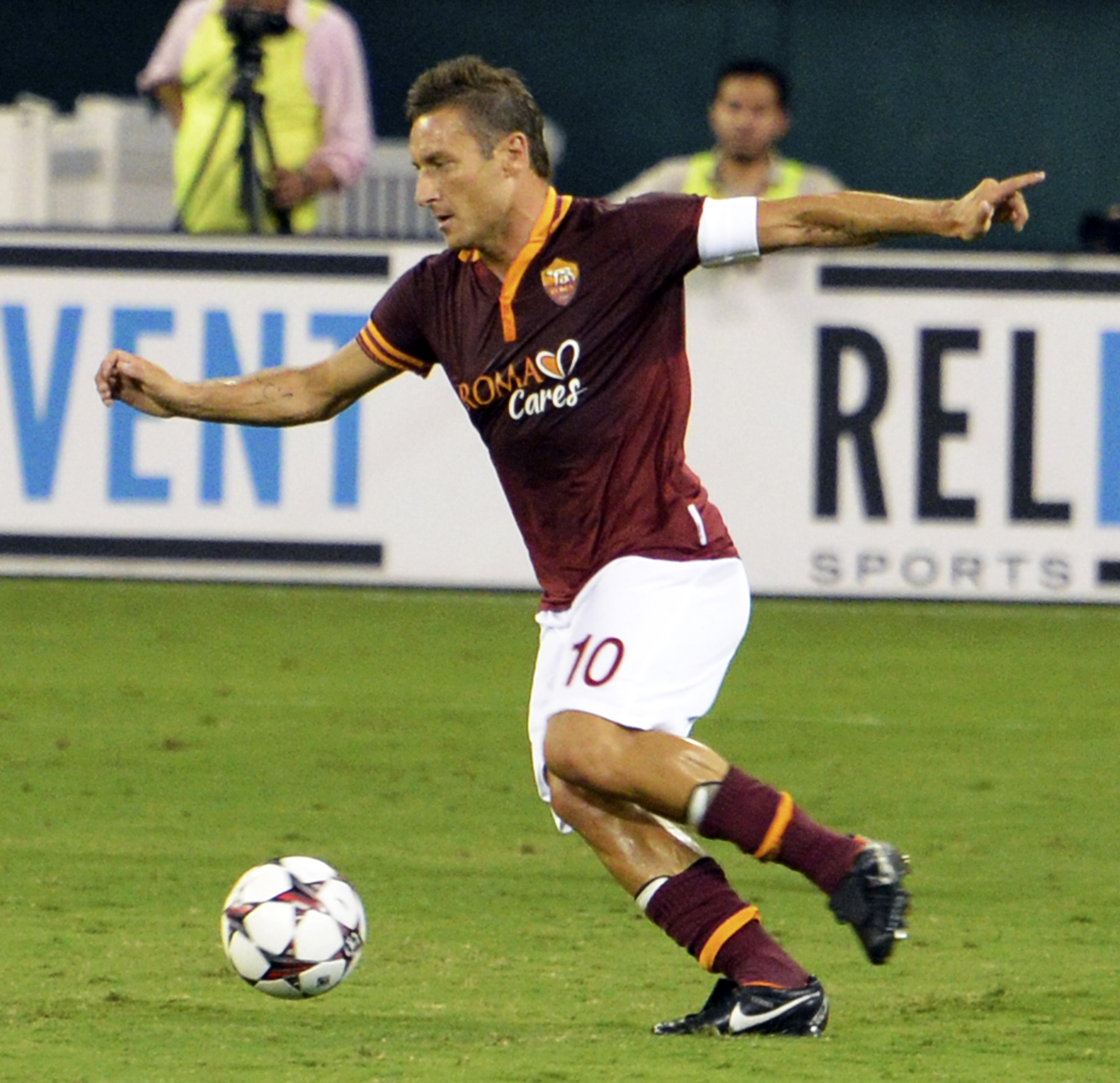
Totti in azione contro il nel precampionato 2013-2014

L'11 gennaio 2015, Totti raggiunse quota 11 gol in 40 partite nella stracittadina, diventando il miglior marcatore nel derby di Roma sia in campionato sia in gare ufficiali (in quest'ultimo caso a pari merito con Dino da Costa).

#### Le ultime stagioni (2015-2017)
Durante l'annata 2015-2016, caratterizzata da un rapporto non idilliaco con Luciano Spalletti (che a gennaio aveva rilevato il posto dell'esonerato Rudi Garcia), Totti trovò poco spazio (anche a causa di problemi fisici); tuttavia, pur non gradendo il minutaggio ridotto, conseguì diversi traguardi individuali, a cominciare dalla rete segnata il 20 settembre 2015 contro il Sassuolo, la 300ª in carriera con la Roma.
Nella gara d'andata dell'ottavo di finale di Champions League contro il Real Madrid, Totti divenne il terzo giocatore più anziano (39 anni e 143 giorni) ad aver preso parte alle fasi a eliminazione diretta del torneo continentale, dopo Ryan Giggs (40 anni e 123 giorni) e Paolo Maldini (39 anni e 252 giorni). Durante la sfida casalinga contro il Torino del 20 aprile, mise a segno una rete a 22 secondi dal suo ingresso in campo (record stagionale in Serie A e gol più veloce nella carriera del giocatore) e si ripeté pochi minuti dopo su rigore, ribaltando l'incontro da 1-2 a 3-2 per la Roma; i 39 anni e sette mesi di età lo resero il giocatore più anziano a realizzare una doppietta nella massima serie. Nella medesima partita, superò Roberto Baggio per trasformazioni dal dischetto in Serie A, mettendo a segno il suo 69º rigore in campionato su 86 calciati. Il 2 maggio, subentrò di nuovo nella ripresa nella sfida esterna contro il Genoa e contribuì alla vittoria in rimonta per 3-2 della Roma, siglando il gol del momentaneo 2-2 su calcio di punizione; col suo 21º gol su punizione in campionato, raggiunse Baggio al 4º posto della classifica dei giocatori che hanno realizzato più gol su calcio di punizione in Serie A, dietro soltanto a Siniša Mihajlović (28), Andrea Pirlo (27) e Alessandro Del Piero (22). Quattro giorni dopo, nella partita vinta per 3-0 contro il Chievo, diventò il terzo giocatore a toccare quota 600 partite in Serie A, dopo Paolo Maldini e Javier Zanetti.

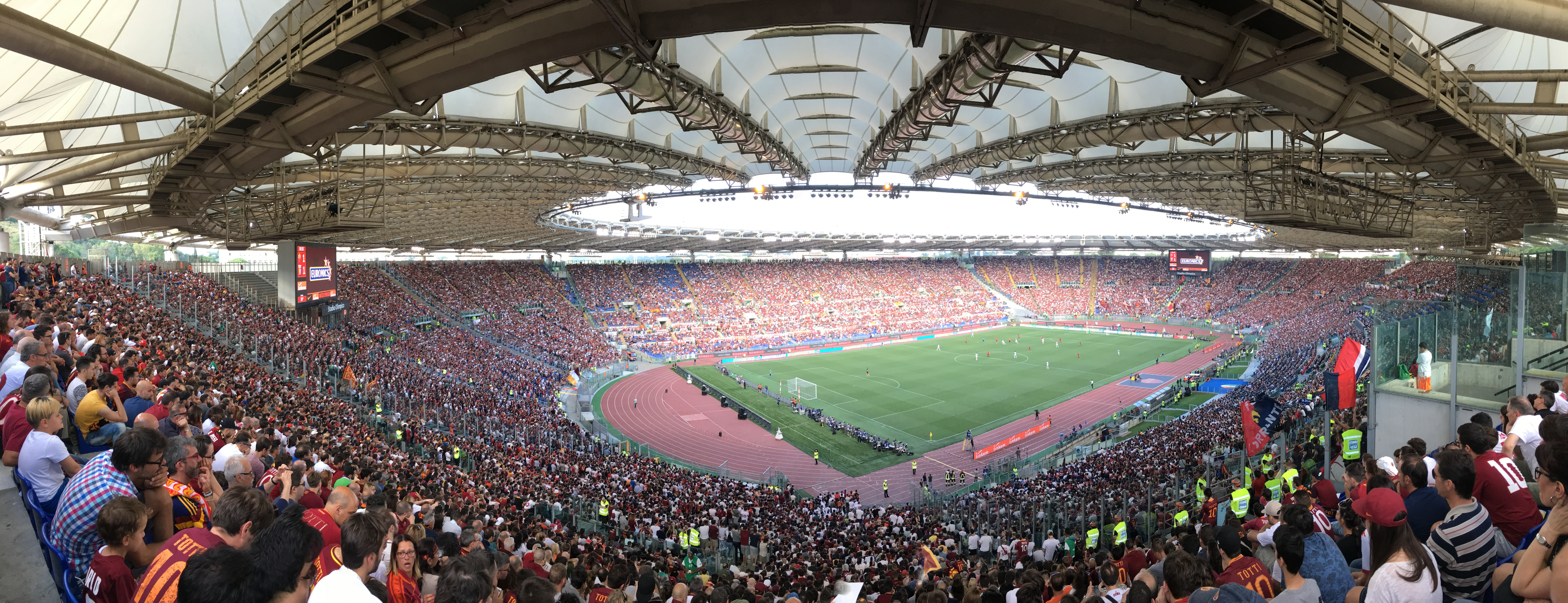
L'Olimpico gremito in ogni suo posto per Roma-Genoa del 28 maggio 2017, ultima gara della carriera di Totti

Il 20 ottobre 2016, in occasione della partita di Europa League contro l'Austria Vienna, a 40 anni e 23 giorni raggiunse quota 100 presenze nelle competizioni UEFA per club. Il 28 maggio 2017 disputò contro il Genoa la sua ultima partita con la maglia della Roma, che fu anche la sua presenza numero 619 in Serie A. La tifoseria romanista rese omaggio al giocatore con una festa di addio tenutasi allo stadio Olimpico al termine della gara. Per volere del giocatore, la maglia numero 10 della Roma, da lui indossata a partire dalla stagione 1997-1998, non è stata ritirata dalla squadra.

### Nazionale

#### Nazionali giovanili

Totti capitano della nazionale Under-21 nel 1997

Totti ha indossato la maglia di varie nazionali giovanili italiane.
Con l'Italia under 15 nel 1992 totalizzò 6 presenze e 3 gol.
L'8 maggio 1993 l'Italia under 16 di Sergio Vatta perse 1-0 contro la Polonia la finale del campionato europeo di categoria, con Totti in quell'occasione assente per squalifica. Con questa selezione dal 1991 al 1992 ottenne 13 presenze e 2 gol.
Nell'agosto 1993 viene convocato per il Mondiale Under-17 in Giappone, dove giocò in due partite e segnando un gol.
Con l'Italia under 18, nel luglio 1995, fu ancora vicecampione europeo dopo la finale persa per 4-1 contro la Spagna, dove segnò l'unico gol degli azzurrini. Con questa selezione gioca 14 partite segnando 7 gol dal 1993 al 1995.
L'anno successivo, Totti vinse il campionato europeo Under-21 1996, rivelandosi decisivo sia nella semifinale contro la Francia, decisa da un suo gol, sia nella finale contro la Spagna, battuta ai rigori. Con la nazionale degli azzurrini Totti dal 1995 al 1997 ottenne 8 presenze e 4 gol.
Nel 1997 a Bari, l'Italia under 23 conquistò l'oro ai Giochi del Mediterraneo. Totti fu uno dei migliori giocatori del torneo e nella finale realizzò due delle 5 reti della squadra italiana (5-1 il risultato finale contro la Turchia). Con l'Under-23 giocò 4 partite segnando 2 gol solo nell'anno 1997.

#### Nazionale maggiore

##### Gli esordi e il secondo posto all'Europeo 2000

Totti all'esordio in nazionale maggiore, nella vittoriosa sfida di Udine contro la (2-0) valevole per le qualificazioni al

Nel 1998, nonostante la stagione lo avesse indicato come uno dei più promettenti calciatori italiani, l'allora Commissario Tecnico della nazionale Cesare Maldini decise di non includerlo nella selezione per il campionato mondiale in Francia. Il debutto nella nazionale maggiore fu, però, solo rinviato e avvenne subito dopo il Mondiale transalpino, il 10 ottobre 1998, allo Stadio Friuli di Udine, in Italia-Svizzera 2-0, nelle qualificazioni europee. Totti segnò il suo primo gol in azzurro il 26 aprile 2000 allo Stadio Oreste Granillo di Reggio Calabria nell'amichevole Italia-Portogallo 2-0.

Totti (a destra) e Del Piero nel corso della finale di Euro 2000

Totti prese parte all'Europeo 2000 svoltosi nei Paesi Bassi e in Belgio. In questa competizione realizzò due gol, contro il Belgio nel primo turno e contro la Romania nei quarti di finale. Nella semifinale giocata contro i Paesi Bassi padroni di casa, Totti, che subentrò nella ripresa, si rese protagonista dell'episodio del "cucchiaio" quando, durante i calci di rigore, colpì la palla con un tocco morbido da sotto, battendo il portiere olandese van der Sar. Nella finale contro la Francia favorì il gol del provvisorio vantaggio dell'Italia: con un colpo di tacco passò la palla a Pessotto che servì l'assist su cross per il gol di Delvecchio. Nonostante la sua ottima prestazione, la nazionale venne battuta dalla Francia ai tempi supplementari della finale. Totti verrà comunque proclamato man of the match (come già successo al termine della partita contro il Belgio) e inserito nella squadra ideale del torneo.

##### Mondiale 2002 ed Europeo 2004: due spedizioni deludenti
Dopo aver contribuito alla qualificazione per il campionato del mondo 2002 con due gol, venne convocato da Trapattoni per la fase finale. Nella gara contro la Corea del Sud, valida per gli ottavi di finale, venne espulso dall'arbitro Moreno per somma di ammonizioni: a destare controversie fu soprattutto il secondo giallo, che l'ecuadoregno gli mostrò per una presunta simulazione in area di rigore. L'Italia venne eliminata dagli asiatici, perdendo 2-1 per un golden goal.
Impiegato con frequenza anche nelle eliminatorie per il campionato d'Europa 2004, andò a segno contro la Finlandia. Presente al torneo, si distinse in negativo per aver sputato al danese Poulsen nella prima partita degli azzurri. Il gesto comportò, grazie alla prova TV, una squalifica di 3 giornate, mentre la squadra non superò il girone.

##### La vittoria al Mondiale di Germania 2006 e il congedo

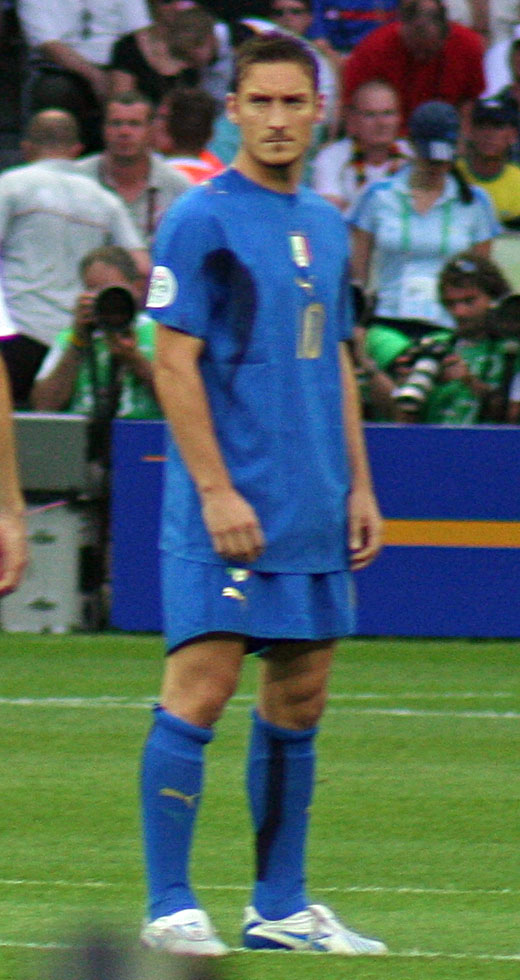
Totti durante la finale del

Considerato come fuoriquota per la nazionale olimpica che andava a disputare i Giochi di Atene 2004, non venne selezionato da Gentile. Il nuovo CT della nazionale maggiore, Marcello Lippi, puntò invece su di lui sin dall'inizio. Il 13 ottobre 2004, nell'incontro con la Bielorussia per la qualificazione al campionato del mondo 2006, realizzò l'unica doppietta in azzurro: l'Italia vinse per 4-3. Venne incluso nella rosa dei 23 per la fase finale, nonostante l'infortunio subìto nel febbraio 2006. Indossando il numero 10, scese in campo per tutte le gare del torneo e servì 4 assist ai compagni di squadra. Fu inoltre decisivo per il passaggio ai quarti di finale, segnando su rigore, al 96', il gol del definitivo 1-0 contro l'Australia. Il 9 luglio 2006 divenne campione del mondo, quando gli azzurri sconfissero ai rigori la Francia nella finale di Berlino. A coronamento delle buone prestazioni offerte, la FIFA lo inserì nella rosa ideale della manifestazione. Dopo la vittoria della coppa, Totti dichiarò di volersi ritirare dalla nazionale per potersi concentrare sul solo club giallorosso.

### Dopo il ritiro
In seguito al ritiro, il 17 agosto 2017 è diventato dirigente della Roma, carica abbandonata il successivo 17 giugno 2019 a causa di alcune divergenze con la società.
Nel settembre 2017 ha intrapreso la frequenza del corso da allenatore UEFA B, ma successivamente vi ha rinunciato a causa degli impegni manageriali.
Nel febbraio 2020 ha fondato due società di consulenza e assistenza per club e calciatori.
Nel 2020 ha fatto parte del cast del reality show Celebrity Hunted: Caccia all'uomo.

## Statistiche

### Presenze e reti nei club
Durante la sua carriera professionistica, Totti ha totalizzato 889 presenze con 334 gol fra club, nazionale maggiore e nazionali giovanili; con la Roma ha realizzato 307 reti in 786 partite.
Statistiche aggiornate al termine della carriera da calciatore.
| Stagione        | Squadra         | Campionato      | Campionato | Campionato | Coppe nazionali | Coppe nazionali | Coppe nazionali | Coppe continentali | Coppe continentali | Coppe continentali | Altre coppe | Altre coppe | Altre coppe | Totale | Totale |
| Stagione        | Squadra         | Comp            | Pres       | Reti       | Comp            | Pres            | Reti            | Comp               | Pres               | Reti               | Comp        | Pres        | Reti        | Pres   | Reti   |
| --------------- | --------------- | --------------- | ---------- | ---------- | --------------- | --------------- | --------------- | ------------------ | ------------------ | ------------------ | ----------- | ----------- | ----------- | ------ | ------ |
| 1992-1993       | Roma            | A               | 2          | 0          | CI              | 0               | 0               | CU                 | 0                  | 0                  | -           | -           | -           | 2      | 0      |
| 1993-1994       | Roma            | A               | 8          | 0          | CI              | 2               | 0               | -                  | -                  | -                  | -           | -           | -           | 10     | 0      |
| 1994-1995       | Roma            | A               | 21         | 4          | CI              | 4               | 3               | -                  | -                  | -                  | -           | -           | -           | 25     | 7      |
| 1995-1996       | Roma            | A               | 28         | 2          | CI              | 1               | 0               | CU                 | 7                  | 2                  | -           | -           | -           | 36     | 4      |
| 1996-1997       | Roma            | A               | 26         | 5          | CI              | 1               | 0               | CU                 | 3                  | 0                  | -           | -           | -           | 30     | 5      |
| 1997-1998       | Roma            | A               | 30         | 13         | CI              | 6               | 1               | -                  | -                  | -                  | -           | -           | -           | 36     | 14     |
| 1998-1999       | Roma            | A               | 31         | 12         | CI              | 3               | 1               | CU                 | 8                  | 3                  | -           | -           | -           | 42     | 16     |
| 1999-2000       | Roma            | A               | 27         | 7          | CI              | 2               | 0               | CU                 | 5                  | 1                  | -           | -           | -           | 34     | 8      |
| 2000-2001       | Roma            | A               | 30         | 13         | CI              | 2               | 1               | CU                 | 3                  | 2                  | -           | -           | -           | 35     | 16     |
| 2001-2002       | Roma            | A               | 24         | 8          | CI              | 0               | 0               | UCL                | 11                 | 3                  | SI          | 1           | 1           | 36     | 12     |
| 2002-2003       | Roma            | A               | 24         | 14         | CI              | 5               | 3               | UCL                | 6                  | 3                  | -           | -           | -           | 35     | 20     |
| 2003-2004       | Roma            | A               | 31         | 20         | CI              | 0               | 0               | CU                 | 1                  | 0                  | -           | -           | -           | 32     | 20     |
| 2004-2005       | Roma            | A               | 29         | 12         | CI              | 7               | 3               | UCL                | 4                  | 0                  | -           | -           | -           | 40     | 15     |
| 2005-2006       | Roma            | A               | 24         | 15         | CI              | 2               | 0               | CU                 | 3                  | 2                  | -           | -           | -           | 29     | 17     |
| 2006-2007       | Roma            | A               | 35         | 26         | CI              | 5               | 2               | UCL                | 9                  | 4                  | SI          | 1           | 0           | 50     | 32     |
| 2007-2008       | Roma            | A               | 25         | 14         | CI              | 3               | 3               | UCL                | 6                  | 1                  | SI          | 1           | 0           | 35     | 18     |
| 2008-2009       | Roma            | A               | 24         | 13         | CI              | 0               | 0               | UCL                | 7                  | 2                  | SI          | 1           | 0           | 32     | 15     |
| 2009-2010       | Roma            | A               | 23         | 14         | CI              | 2               | 0               | UEL                | 6                  | 11                 | -           | -           | -           | 31     | 25     |
| 2010-2011       | Roma            | A               | 32         | 15         | CI              | 0               | 0               | UCL                | 7                  | 2                  | SI          | 1           | 0           | 40     | 17     |
| 2011-2012       | Roma            | A               | 27         | 8          | CI              | 2               | 0               | UEL                | 2                  | 0                  | -           | -           | -           | 31     | 8      |
| 2012-2013       | Roma            | A               | 34         | 12         | CI              | 3               | 0               | -                  | -                  | -                  | -           | -           | -           | 37     | 12     |
| 2013-2014       | Roma            | A               | 26         | 8          | CI              | 3               | 0               | -                  | -                  | -                  | -           | -           | -           | 29     | 8      |
| 2014-2015       | Roma            | A               | 27         | 8          | CI              | 2               | 0               | UCL+UEL            | 5+2                | 2+0                | -           | -           | -           | 36     | 10     |
| 2015-2016       | Roma            | A               | 13         | 5          | CI              | 0               | 0               | UCL                | 2                  | 0                  | -           | -           | -           | 15     | 5      |
| 2016-2017       | Roma            | A               | 18         | 2          | CI              | 4               | 1               | UCL+UEL            | 0+6                | 0                  | -           | -           | -           | 28     | 3      |
| Totale carriera | Totale carriera | Totale carriera | 619        | 250        |                 | 59              | 18              |                    | 103                | 38                 |             | 5           | 1           | 786    | 307    |

### Cronologia presenze e reti in nazionale
| Cronologia completa delle presenze e delle reti in nazionale ― Italia | Cronologia completa delle presenze e delle reti in nazionale ― Italia | Cronologia completa delle presenze e delle reti in nazionale ― Italia | Cronologia completa delle presenze e delle reti in nazionale ― Italia | Cronologia completa delle presenze e delle reti in nazionale ― Italia | Cronologia completa delle presenze e delle reti in nazionale ― Italia | Cronologia completa delle presenze e delle reti in nazionale ― Italia | Cronologia completa delle presenze e delle reti in nazionale ― Italia |
| Data                                                                  | Città                                                                 | In casa                                                               | Risultato                                                             | Ospiti                                                                | Competizione                                                          | Reti                                                                  | Note                                                                  |
| --------------------------------------------------------------------- | --------------------------------------------------------------------- | --------------------------------------------------------------------- | --------------------------------------------------------------------- | --------------------------------------------------------------------- | --------------------------------------------------------------------- | --------------------------------------------------------------------- | --------------------------------------------------------------------- |
| 10-10-1998                                                            | Udine                                                                 | Italia                                                                | 2 – 0                                                                 | Svizzera                                                              | Qual. Euro 2000                                                       | -                                                                     | 70’                                                                   |
| 18-11-1998                                                            | Salerno                                                               | Italia                                                                | 2 – 2                                                                 | Spagna                                                                | Amichevole                                                            | -                                                                     |                                                                       |
| 16-12-1998                                                            | Roma                                                                  | Italia                                                                | 6 – 2                                                                 | World Stars                                                           | Centenario FIGC                                                       | -                                                                     | 55’                                                                   |
| 10-2-1999                                                             | Pisa                                                                  | Italia                                                                | 0 – 0                                                                 | Norvegia                                                              | Amichevole                                                            | -                                                                     | 61’                                                                   |
| 27-3-1999                                                             | Copenaghen                                                            | Danimarca                                                             | 1 – 2                                                                 | Italia                                                                | Qual. Euro 2000                                                       | -                                                                     | 63’                                                                   |
| 31-3-1999                                                             | Ancona                                                                | Italia                                                                | 1 – 1                                                                 | Bielorussia                                                           | Qual. Euro 2000                                                       | -                                                                     | 46’                                                                   |
| 28-4-1999                                                             | Zagabria                                                              | Croazia                                                               | 0 – 0                                                                 | Italia                                                                | Amichevole                                                            | -                                                                     | 79’                                                                   |
| 8-9-1999                                                              | Napoli                                                                | Italia                                                                | 2 – 3                                                                 | Danimarca                                                             | Qual. Euro 2000                                                       | -                                                                     | 78’                                                                   |
| 13-11-1999                                                            | Lecce                                                                 | Italia                                                                | 1 – 3                                                                 | Belgio                                                                | Amichevole                                                            | -                                                                     | 78’                                                                   |
| 23-2-2000                                                             | Palermo                                                               | Italia                                                                | 1 – 0                                                                 | Svezia                                                                | Amichevole                                                            | -                                                                     | 46’                                                                   |
| 29-3-2000                                                             | Barcellona                                                            | Spagna                                                                | 2 – 0                                                                 | Italia                                                                | Amichevole                                                            | -                                                                     | 46’                                                                   |
| 26-4-2000                                                             | Reggio Calabria                                                       | Italia                                                                | 2 – 0                                                                 | Portogallo                                                            | Amichevole                                                            | 1                                                                     | 46’                                                                   |
| 3-6-2000                                                              | Oslo                                                                  | Norvegia                                                              | 1 – 0                                                                 | Italia                                                                | Amichevole                                                            | -                                                                     |                                                                       |
| 11-6-2000                                                             | Arnhem                                                                | Turchia                                                               | 1 – 2                                                                 | Italia                                                                | Euro 2000 - 1º turno                                                  | -                                                                     | 83’                                                                   |
| 14-6-2000                                                             | Bruxelles                                                             | Italia                                                                | 2 – 0                                                                 | Belgio                                                                | Euro 2000 - 1º turno                                                  | 1                                                                     | 63’                                                                   |
| 24-6-2000                                                             | Bruxelles                                                             | Italia                                                                | 2 – 0                                                                 | Romania                                                               | Euro 2000 - Quarti di finale                                          | 1                                                                     | 75’                                                                   |
| 29-6-2000                                                             | Amsterdam                                                             | Italia                                                                | 0 – 0 dts (3 – 1 dtr)                                                 | Paesi Bassi                                                           | Euro 2000 - Semifinale                                                | -                                                                     | 83’                                                                   |
| 2-7-2000                                                              | Rotterdam                                                             | Francia                                                               | 2 – 1 gg                                                              | Italia                                                                | Euro 2000 - Finale                                                    | -                                                                     | 90’                                                                   |
| 3-9-2000                                                              | Budapest                                                              | Ungheria                                                              | 2 – 2                                                                 | Italia                                                                | Qual. Mondiali 2002                                                   | -                                                                     | 61’                                                                   |
| 7-10-2000                                                             | Milano                                                                | Italia                                                                | 3 – 0                                                                 | Romania                                                               | Qual. Mondiali 2002                                                   | 1                                                                     |                                                                       |
| 11-10-2000                                                            | Ancona                                                                | Italia                                                                | 2 – 0                                                                 | Georgia                                                               | Qual. Mondiali 2002                                                   | -                                                                     | 76’ 83’                                                               |
| 28-2-2001                                                             | Roma                                                                  | Italia                                                                | 1 – 2                                                                 | Argentina                                                             | Amichevole                                                            | -                                                                     | 52’                                                                   |
| 28-3-2001                                                             | Trieste                                                               | Italia                                                                | 4 – 0                                                                 | Lituania                                                              | Qual. Mondiali 2002                                                   | -                                                                     | 75’                                                                   |
| 2-6-2001                                                              | Tbilisi                                                               | Georgia                                                               | 1 – 2                                                                 | Italia                                                                | Qual. Mondiali 2002                                                   | 1                                                                     |                                                                       |
| 1-9-2001                                                              | Kaunas                                                                | Lituania                                                              | 0 – 0                                                                 | Italia                                                                | Qual. Mondiali 2002                                                   | -                                                                     | 88’                                                                   |
| 6-10-2001                                                             | Parma                                                                 | Italia                                                                | 1 – 0                                                                 | Ungheria                                                              | Qual. Mondiali 2002                                                   | -                                                                     |                                                                       |
| 7-11-2001                                                             | Saitama                                                               | Giappone                                                              | 1 – 1                                                                 | Italia                                                                | Amichevole                                                            | -                                                                     | 46’                                                                   |
| 13-2-2002                                                             | Catania                                                               | Italia                                                                | 1 – 0                                                                 | Stati Uniti                                                           | Amichevole                                                            | -                                                                     | 46’                                                                   |
| 27-3-2002                                                             | Leeds                                                                 | Inghilterra                                                           | 1 – 2                                                                 | Italia                                                                | Amichevole                                                            | -                                                                     | 46’                                                                   |
| 3-6-2002                                                              | Sapporo                                                               | Italia                                                                | 2 – 0                                                                 | Ecuador                                                               | Mondiali 2002 - 1º turno                                              | -                                                                     | 74’                                                                   |
| 8-6-2002                                                              | Kashima                                                               | Italia                                                                | 1 – 2                                                                 | Croazia                                                               | Mondiali 2002 - 1º turno                                              | -                                                                     |                                                                       |
| 13-6-2002                                                             | Ōita                                                                  | Messico                                                               | 1 – 1                                                                 | Italia                                                                | Mondiali 2002 - 1º turno                                              | -                                                                     | 43’ 78’                                                               |
| 18-6-2002                                                             | Daejeon                                                               | Corea del Sud                                                         | 2 – 1 gg                                                              | Italia                                                                | Mondiali 2002 - Ottavi di finale                                      | -                                                                     | 22’, 103’                                                             |
| 29-3-2003                                                             | Palermo                                                               | Italia                                                                | 2 – 0                                                                 | Finlandia                                                             | Qual. Euro 2004                                                       | -                                                                     | 86’                                                                   |
| 11-6-2003                                                             | Helsinki                                                              | Finlandia                                                             | 0 – 2                                                                 | Italia                                                                | Qual. Euro 2004                                                       | 1                                                                     |                                                                       |
| 20-8-2003                                                             | Stoccarda                                                             | Germania                                                              | 0 – 1                                                                 | Italia                                                                | Amichevole                                                            | -                                                                     | 75’                                                                   |
| 11-10-2003                                                            | Reggio Calabria                                                       | Italia                                                                | 4 – 0                                                                 | Azerbaigian                                                           | Qual. Euro 2004                                                       | -                                                                     |                                                                       |
| 16-11-2003                                                            | Ancona                                                                | Italia                                                                | 1 – 0                                                                 | Romania                                                               | Amichevole                                                            | -                                                                     | 71’                                                                   |
| 18-2-2004                                                             | Palermo                                                               | Italia                                                                | 2 – 2                                                                 | Rep. Ceca                                                             | Amichevole                                                            | -                                                                     | 46’                                                                   |
| 31-3-2004                                                             | Braga                                                                 | Portogallo                                                            | 1 – 2                                                                 | Italia                                                                | Amichevole                                                            | -                                                                     | 46’                                                                   |
| 30-5-2004                                                             | Radès                                                                 | Tunisia                                                               | 0 – 4                                                                 | Italia                                                                | Amichevole                                                            | -                                                                     | 46’                                                                   |
| 14-6-2004                                                             | Guimarães                                                             | Danimarca                                                             | 0 – 0                                                                 | Italia                                                                | Euro 2004 - 1º turno                                                  | -                                                                     | 90+3’                                                                 |
| 9-10-2004                                                             | Celje                                                                 | Slovenia                                                              | 1 – 0                                                                 | Italia                                                                | Qual. Mondiali 2006                                                   | -                                                                     |                                                                       |
| 13-10-2004                                                            | Parma                                                                 | Italia                                                                | 4 – 3                                                                 | Bielorussia                                                           | Qual. Mondiali 2006                                                   | 2                                                                     |                                                                       |
| 9-2-2005                                                              | Cagliari                                                              | Italia                                                                | 2 – 0                                                                 | Russia                                                                | Amichevole                                                            | -                                                                     | 46’                                                                   |
| 26-3-2005                                                             | Milano                                                                | Italia                                                                | 2 – 0                                                                 | Scozia                                                                | Qual. Mondiali 2006                                                   | -                                                                     | 70’                                                                   |
| 3-9-2005                                                              | Glasgow                                                               | Scozia                                                                | 1 – 1                                                                 | Italia                                                                | Qual. Mondiali 2006                                                   | -                                                                     | 51’                                                                   |
| 7-9-2005                                                              | Minsk                                                                 | Bielorussia                                                           | 1 – 4                                                                 | Italia                                                                | Qual. Mondiali 2006                                                   | -                                                                     |                                                                       |
| 8-10-2005                                                             | Palermo                                                               | Italia                                                                | 1 – 0                                                                 | Slovenia                                                              | Qual. Mondiali 2006                                                   | -                                                                     | 29’                                                                   |
| 31-5-2006                                                             | Carouge                                                               | Svizzera                                                              | 1 – 1                                                                 | Italia                                                                | Amichevole                                                            | -                                                                     |                                                                       |
| 2-6-2006                                                              | Losanna                                                               | Italia                                                                | 0 – 0                                                                 | Ucraina                                                               | Amichevole                                                            | -                                                                     | 58’ 72’                                                               |
| 12-6-2006                                                             | Hannover                                                              | Italia                                                                | 2 – 0                                                                 | Ghana                                                                 | Mondiali 2006 - 1º turno                                              | -                                                                     | 56’                                                                   |
| 17-6-2006                                                             | Kaiserslautern                                                        | Italia                                                                | 1 – 1                                                                 | Stati Uniti                                                           | Mondiali 2006 - 1º turno                                              | -                                                                     | 5’ 35’                                                                |
| 22-6-2006                                                             | Amburgo                                                               | Rep. Ceca                                                             | 0 – 2                                                                 | Italia                                                                | Mondiali 2006 - 1º turno                                              | -                                                                     |                                                                       |
| 26-6-2006                                                             | Kaiserslautern                                                        | Italia                                                                | 1 – 0                                                                 | Australia                                                             | Mondiali 2006 - Ottavi di finale                                      | 1                                                                     | 75’                                                                   |
| 30-6-2006                                                             | Amburgo                                                               | Italia                                                                | 3 – 0                                                                 | Ucraina                                                               | Mondiali 2006 - Quarti di finale                                      | -                                                                     |                                                                       |
| 4-7-2006                                                              | Dortmund                                                              | Germania                                                              | 0 – 2 dts                                                             | Italia                                                                | Mondiali 2006 - Semifinale                                            | -                                                                     |                                                                       |
| 9-7-2006                                                              | Berlino                                                               | Italia                                                                | 1 – 1 dts (5 – 3 dtr)                                                 | Francia                                                               | Mondiali 2006 - Finale                                                | -                                                                     | 61’                                                                   |
| Totale                                                                |                                                                       | Presenze (35º posto)                                                  | 58                                                                    |                                                                       | Reti (37º posto)                                                      | 9                                                                     |                                                                       |

| Cronologia completa delle presenze e delle reti in nazionale ― Italia under 23 | Cronologia completa delle presenze e delle reti in nazionale ― Italia under 23 | Cronologia completa delle presenze e delle reti in nazionale ― Italia under 23 | Cronologia completa delle presenze e delle reti in nazionale ― Italia under 23 | Cronologia completa delle presenze e delle reti in nazionale ― Italia under 23 | Cronologia completa delle presenze e delle reti in nazionale ― Italia under 23 | Cronologia completa delle presenze e delle reti in nazionale ― Italia under 23 | Cronologia completa delle presenze e delle reti in nazionale ― Italia under 23 |
| Data                                                                           | Città                                                                          | In casa                                                                        | Risultato                                                                      | Ospiti                                                                         | Competizione                                                                   | Reti                                                                           | Note                                                                           |
| ------------------------------------------------------------------------------ | ------------------------------------------------------------------------------ | ------------------------------------------------------------------------------ | ------------------------------------------------------------------------------ | ------------------------------------------------------------------------------ | ------------------------------------------------------------------------------ | ------------------------------------------------------------------------------ | ------------------------------------------------------------------------------ |
| 19-6-1997                                                                      | Foggia                                                                         | Italia under 23                                                                | 4 – 0                                                                          | Albania under 23                                                               | Giochi del Mediterraneo 1997 - 1º turno                                        | -                                                                              |                                                                                |
| 21-6-1997                                                                      | Andria                                                                         | Italia under 23                                                                | 0 – 0                                                                          | Jugoslavia under 23                                                            | Giochi del Mediterraneo 1997 - 1º turno                                        | -                                                                              |                                                                                |
| 23-6-1997                                                                      | Lecce                                                                          | Italia under 23                                                                | 2 – 0                                                                          | Spagna under 23                                                                | Giochi del Mediterraneo 1997 - Semifinali                                      | -                                                                              |                                                                                |
| 25-6-1997                                                                      | Bari                                                                           | Italia under 23                                                                | 5 – 1                                                                          | Turchia under 23                                                               | Giochi del Mediterraneo 1997 - Finale                                          | 2                                                                              |                                                                                |
| Totale                                                                         |                                                                                | Presenze                                                                       | 4                                                                              |                                                                                | Reti                                                                           | 2                                                                              |                                                                                |

| Cronologia completa delle presenze e delle reti in nazionale ― Italia under 21 | Cronologia completa delle presenze e delle reti in nazionale ― Italia under 21 | Cronologia completa delle presenze e delle reti in nazionale ― Italia under 21 | Cronologia completa delle presenze e delle reti in nazionale ― Italia under 21 | Cronologia completa delle presenze e delle reti in nazionale ― Italia under 21 | Cronologia completa delle presenze e delle reti in nazionale ― Italia under 21 | Cronologia completa delle presenze e delle reti in nazionale ― Italia under 21 | Cronologia completa delle presenze e delle reti in nazionale ― Italia under 21 |
| Data                                                                           | Città                                                                          | In casa                                                                        | Risultato                                                                      | Ospiti                                                                         | Competizione                                                                   | Reti                                                                           | Note                                                                           |
| ------------------------------------------------------------------------------ | ------------------------------------------------------------------------------ | ------------------------------------------------------------------------------ | ------------------------------------------------------------------------------ | ------------------------------------------------------------------------------ | ------------------------------------------------------------------------------ | ------------------------------------------------------------------------------ | ------------------------------------------------------------------------------ |
| 20-12-1995                                                                     | Milano                                                                         | Italia under 21                                                                | 2 – 0                                                                          | Bulgaria under 21                                                              | Amichevole                                                                     | 1                                                                              | 56’                                                                            |
| 28-5-1996                                                                      | Barcellona                                                                     | Italia under 21                                                                | 1 – 0                                                                          | Francia under 21                                                               | Europeo Under-21 1996 - Semifinale                                             | 1                                                                              | 46’                                                                            |
| 31-5-1996                                                                      | Barcellona                                                                     | Spagna under 21                                                                | 1 – 1 dts (3 – 5 dtr)                                                          | Italia under 21                                                                | Europeo Under-21 1996 - Finale                                                 | -                                                                              | 74’                                                                            |
| 22-1-1997                                                                      | Il Pireo                                                                       | Grecia under 21                                                                | 1 – 0                                                                          | Italia under 21                                                                | Amichevole                                                                     | -                                                                              |                                                                                |
| 27-3-1997                                                                      | Foggia                                                                         | Italia under 21                                                                | 6 – 0                                                                          | Moldavia under 21                                                              | Qual. Europeo Under-21 1998                                                    | 2                                                                              |                                                                                |
| 1-4-1997                                                                       | Katowice                                                                       | Polonia under 21                                                               | 1 – 1                                                                          | Italia under 21                                                                | Qual. Europeo Under-21 1998                                                    | -                                                                              |                                                                                |
| 1-5-1997                                                                       | Benevento                                                                      | Italia under 21                                                                | 1 – 1                                                                          | Polonia under 21                                                               | Qual. Europeo Under-21 1998                                                    | -                                                                              |                                                                                |
| 10-10-1997                                                                     | Rieti                                                                          | Italia under 21                                                                | 0 – 1                                                                          | Inghilterra under 21                                                           | Qual. Europeo Under-21 1998                                                    | -                                                                              |                                                                                |
| Totale                                                                         |                                                                                | Presenze                                                                       | 8                                                                              |                                                                                | Reti                                                                           | 4                                                                              |                                                                                |

| Cronologia completa delle presenze e delle reti in nazionale ― Italia under 18 | Cronologia completa delle presenze e delle reti in nazionale ― Italia under 18 | Cronologia completa delle presenze e delle reti in nazionale ― Italia under 18 | Cronologia completa delle presenze e delle reti in nazionale ― Italia under 18 | Cronologia completa delle presenze e delle reti in nazionale ― Italia under 18 | Cronologia completa delle presenze e delle reti in nazionale ― Italia under 18 | Cronologia completa delle presenze e delle reti in nazionale ― Italia under 18 | Cronologia completa delle presenze e delle reti in nazionale ― Italia under 18 |
| Data                                                                           | Città                                                                          | In casa                                                                        | Risultato                                                                      | Ospiti                                                                         | Competizione                                                                   | Reti                                                                           | Note                                                                           |
| ------------------------------------------------------------------------------ | ------------------------------------------------------------------------------ | ------------------------------------------------------------------------------ | ------------------------------------------------------------------------------ | ------------------------------------------------------------------------------ | ------------------------------------------------------------------------------ | ------------------------------------------------------------------------------ | ------------------------------------------------------------------------------ |
| 13-10-1993                                                                     | Nova Gorica                                                                    | Slovenia under 18                                                              | 3 – 6                                                                          | Italia under 18                                                                | Qual. Europeo Under-18 1994                                                    | 1                                                                              |                                                                                |
| 20-10-1993                                                                     | Latina                                                                         | Italia under 18                                                                | 3 – 2                                                                          | Bulgaria under 18                                                              | Qual. Europeo Under-18 1994                                                    | 1                                                                              |                                                                                |
| 10-11-1993                                                                     | Cuneo                                                                          | Italia under 18                                                                | 3 – 0                                                                          | Slovenia under 18                                                              | Qual. Europeo Under-18 1994                                                    | -                                                                              | 46’                                                                            |
| 24-11-1993                                                                     | Plovdiv                                                                        | Bulgaria under 18                                                              | 1 – 0                                                                          | Italia under 18                                                                | Qual. Europeo Under-18 1994                                                    | -                                                                              | 67’                                                                            |
| 20-4-1994                                                                      | Mosca                                                                          | Russia under 18                                                                | 2 – 0                                                                          | Italia under 18                                                                | Qual. Europeo Under-18 1994                                                    | -                                                                              | 43’                                                                            |
| 14-5-1994                                                                      | Bergamo                                                                        | Italia under 18                                                                | 0 – 1                                                                          | Russia under 18                                                                | Qual. Europeo Under-18 1994                                                    | -                                                                              |                                                                                |
| 21-11-1994                                                                     | Teramo                                                                         | Italia under 18                                                                | 2 – 1                                                                          | Lituania under 18                                                              | Qual. Europeo Under-18 1995                                                    | -                                                                              |                                                                                |
| 25-11-1994                                                                     | Giulianova                                                                     | Italia under 18                                                                | 4 – 1                                                                          | Galles under 18                                                                | Qual. Europeo Under-18 1995                                                    | 2                                                                              | 78’                                                                            |
| 11-3-1995                                                                      | Sofia                                                                          | Bulgaria under 18                                                              | 1 – 0                                                                          | Italia under 18                                                                | Qual. Europeo Under-18 1995                                                    | 1                                                                              |                                                                                |
| 11-5-1995                                                                      | Sofia                                                                          | Bulgaria under 18                                                              | 1 – 1                                                                          | Italia under 18                                                                | Qual. Europeo Under-18 1995                                                    | 1                                                                              | Ammonizione                                                                    |
| 15-6-1995                                                                      | Edessa                                                                         | Italia under 18                                                                | 4 – 1                                                                          | Grecia under 18                                                                | Europeo Under-18 1995 - 1º turno                                               | -                                                                              | 69’                                                                            |
| 17-6-1995                                                                      | Edessa                                                                         | Italia under 18                                                                | 2 – 1                                                                          | Norvegia under 18                                                              | Europeo Under-18 1995 - 1º turno                                               | 1                                                                              |                                                                                |
| 19-6-1995                                                                      | Krya Vrysi                                                                     | Slovacchia under 18                                                            | 1 – 0                                                                          | Italia under 18                                                                | Europeo Under-18 1995 - 1º turno                                               | -                                                                              |                                                                                |
| 22-6-1995                                                                      | Katerini                                                                       | Spagna under 18                                                                | 4 – 1                                                                          | Italia under 18                                                                | Europeo Under-18 1995 - Finale                                                 | -                                                                              |                                                                                |
| Totale                                                                         |                                                                                | Presenze                                                                       | 14                                                                             |                                                                                | Reti                                                                           | 7                                                                              |                                                                                |

| Cronologia completa delle presenze e delle reti in nazionale ― Italia under 17 | Cronologia completa delle presenze e delle reti in nazionale ― Italia under 17 | Cronologia completa delle presenze e delle reti in nazionale ― Italia under 17 | Cronologia completa delle presenze e delle reti in nazionale ― Italia under 17 | Cronologia completa delle presenze e delle reti in nazionale ― Italia under 17 | Cronologia completa delle presenze e delle reti in nazionale ― Italia under 17 | Cronologia completa delle presenze e delle reti in nazionale ― Italia under 17 | Cronologia completa delle presenze e delle reti in nazionale ― Italia under 17 |
| Data                                                                           | Città                                                                          | In casa                                                                        | Risultato                                                                      | Ospiti                                                                         | Competizione                                                                   | Reti                                                                           | Note                                                                           |
| ------------------------------------------------------------------------------ | ------------------------------------------------------------------------------ | ------------------------------------------------------------------------------ | ------------------------------------------------------------------------------ | ------------------------------------------------------------------------------ | ------------------------------------------------------------------------------ | ------------------------------------------------------------------------------ | ------------------------------------------------------------------------------ |
| 22-8-1993                                                                      | Kōbe                                                                           | Italia under 17                                                                | 1 – 2                                                                          | Messico under 17                                                               | Mondiali Under-17 1993 - 1º turno                                              | 1                                                                              |                                                                                |
| 26-8-1993                                                                      | Kōbe                                                                           | Ghana under 17                                                                 | 4 – 0                                                                          | Italia under 17                                                                | Mondiali Under-17 1993 - 1º turno                                              | -                                                                              |                                                                                |
| Totale                                                                         |                                                                                | Presenze                                                                       | 2                                                                              |                                                                                | Reti                                                                           | 1                                                                              |                                                                                |

| Cronologia completa delle presenze e delle reti in nazionale ― Italia under 15 | Cronologia completa delle presenze e delle reti in nazionale ― Italia under 15 | Cronologia completa delle presenze e delle reti in nazionale ― Italia under 15 | Cronologia completa delle presenze e delle reti in nazionale ― Italia under 15 | Cronologia completa delle presenze e delle reti in nazionale ― Italia under 15 | Cronologia completa delle presenze e delle reti in nazionale ― Italia under 15 | Cronologia completa delle presenze e delle reti in nazionale ― Italia under 15 | Cronologia completa delle presenze e delle reti in nazionale ― Italia under 15 |
| Data                                                                           | Città                                                                          | In casa                                                                        | Risultato                                                                      | Ospiti                                                                         | Competizione                                                                   | Reti                                                                           | Note                                                                           |
| ------------------------------------------------------------------------------ | ------------------------------------------------------------------------------ | ------------------------------------------------------------------------------ | ------------------------------------------------------------------------------ | ------------------------------------------------------------------------------ | ------------------------------------------------------------------------------ | ------------------------------------------------------------------------------ | ------------------------------------------------------------------------------ |
| 24-3-1992                                                                      | Don Benito                                                                     | Spagna under 15                                                                | 0 – 2                                                                          | Italia under 15                                                                | Amichevole                                                                     | 1                                                                              |                                                                                |
| 6-6-1992                                                                       | Londra                                                                         | Inghilterra under 15                                                           | 0 – 4                                                                          | Italia under 15                                                                | Amichevole                                                                     | 1                                                                              |                                                                                |
| 15-6-1992                                                                      | Reggello                                                                       | Italia under 15                                                                | 0 – 1                                                                          | Ungheria under 15                                                              | Torneo Valenti                                                                 | -                                                                              |                                                                                |
| 16-6-1992                                                                      | Reggello                                                                       | Italia under 15                                                                | 1 – 2                                                                          | Italia under 15                                                                | Torneo Valenti                                                                 | 1                                                                              |                                                                                |
| 18-6-1992                                                                      | Reggello                                                                       | Italia under 15                                                                | 1 – 1                                                                          | Romania under 15                                                               | Torneo Valenti                                                                 | -                                                                              |                                                                                |
| 20-6-1992                                                                      | Reggello                                                                       | Italia under 15                                                                | 0 – 1                                                                          | Spagna under 15                                                                | Torneo Valenti                                                                 | -                                                                              |                                                                                |
| Totale                                                                         |                                                                                | Presenze                                                                       | 6                                                                              |                                                                                | Reti                                                                           | 3                                                                              |                                                                                |

### Record

Totti, recordman assoluto del derby di Roma per presenze, vittorie e gol, qui con l'irriverente maglietta sfoggiata nella stracittadina dell'11 aprile 1999

#### In Serie A
- Calciatore ad aver realizzato più gol con lo stesso club (250, con la Roma).[243]
- Calciatore ad aver realizzato più doppiette (46).[244][245]
- Calciatore ad aver realizzato più calci di rigore (71).[246]
- Calciatore ad aver realizzato almeno un gol nel maggior numero di stagioni totali e consecutive (23).[247]
- Calciatore ad aver realizzato più assist in Serie A (158). [248]
- Unico calciatore nella storia del campionato italiano a essere andato in doppia cifra con la stessa maglia per nove campionati consecutivi.[249]
- Unico calciatore nella storia del campionato italiano a essere andato in doppia cifra con la stessa maglia in tredici campionati totali.[249]
- Uno dei due calciatori, insieme a Paolo Maldini, ad aver disputato il maggior numero di stagioni consecutive e con la stessa squadra (25).[250]

#### Con la Roma
- Calciatore con più presenze in partite ufficiali (786).[251]
- Calciatore ad aver realizzato più gol in partite ufficiali (307).[237][251]
- Calciatore con più presenze in Serie A (619).[252]
- Calciatore ad aver realizzato più gol in Serie A (250).[243]
- Calciatore con più presenze nelle competizioni UEFA per club (103).[251]
- Calciatore ad aver realizzato più gol nelle competizioni UEFA per club (38).[237][251]
- Calciatore con più presenze in Supercoppa italiana (5).
- Calciatore ad aver disputato più stagioni in prima squadra (25).
- Calciatore ad aver disputato più stagioni da capitano della squadra (19).[251]
- Calciatore ad aver realizzato più marcature multiple (56).[253]
- Calciatore con più titoli vinti da capitano della squadra (5).[254]
- Calciatore ad aver realizzato più gol su calcio di punizione (21) in Serie A.[255][256]

#### Altri record
- Calciatore con più gol segnati in una squadra italiana in tutte le competizioni (307 con la Roma).[237]
- Calciatore con più reti segnate nei campionati professionistici italiani nel decennio 2001-2010 (145).[257]
- Calciatore con più presenze nel derby di Roma (44, di cui 37 in Serie A e 7 in Coppa Italia).[174]
- Calciatore con più gol segnati nel derby di Roma in campionato (11) e in assoluto in gare ufficiali (11, al pari di Dino da Costa).[174]
- Calciatore con più vittorie nel derby di Roma (15).[258]
- Calciatore col maggior numero di premi come miglior giocatore italiano agli Oscar del calcio AIC (5).[26]

## Palmarès

### Club

#### Competizioni giovanili
- Torneo Internazionale Carlin's Boys: 1

Roma: 1991
- Campionato Nazionale Under-17: 1

Roma: 1992-1993
- Coppa Italia Primavera: 1

Roma: 1993-1994

#### Competizioni nazionali
- Campionato italiano: 1

Roma: 2000-2001
- Supercoppa italiana: 2

Roma: 2001, 2007
- Coppa Italia: 2

Roma: 2006-2007, 2007-2008

### Nazionale
- Campionato d'Europa Under-21: 1

Spagna 1996
- Giochi del Mediterraneo: 1

 Bari 1997
- Campionato mondiale: 1

Germania 2006

### Individuale
- Guerin d'oro: 2

1997-1998, 2003-2004
- Oscar del calcio AIC: 11

Miglior calciatore assoluto: 2000, 2003
Miglior calciatore italiano: 2000, 2001, 2003, 2004, 2007
Miglior calciatore giovane: 1999
Migliore cannoniere: 2007
Migliore gol: 2005 (Inter-Roma 2-3; secondo gol), 2006 (Sampdoria-Roma 2-4; quarto gol)
- Squadra del torneo del campionato d'Europa: 1[10]

2000
- Squadra dell'Anno ESM: 3

2000–2001, 2003–2004, 2006–2007
- Incluso nel FIFA 100

2004
- All-Star Team del campionato del mondo: 1[11]

2006
- Capocannoniere della Serie A: 1

2006-2007 (26 gol)
- Scarpa d'oro: 1

2007
- Pallone d'argento: 1

2007-2008
- Golden Foot: 1

2010
- Premio Nazionale Carriera Esemplare "Gaetano Scirea": 1

2014
- Premio internazionale Giacinto Facchetti: 1

2014
- All-Time XI dell'Europeo Under-21: 1

2015
- Legend Gazzetta Sports Awards (2017)
- UEFA President's Award: 1

2017
- Laureus World Sports Awards: 1

2018
- Inserito nella Hall of Fame del calcio italiano nella categoria Giocatore italiano

2018

## Citazioni nella cultura di massa
Francesco Totti è stato spesso omaggiato anche nel mondo della musica. Diversi artisti di fama gli hanno dedicato una loro canzone, riconoscendo il suo talento e il suo valore simbolico. Tra i quali: il cantautore romano Marco Conidi con "Anch’io sono Francesco", i cantanti italiani Luciano Ligabue e Daniele Silvestri rispettivamente con "Una canzone senza tempo" e "La vita splendida del capitano".
- Nel 2016 il rapper Bello Figo gli ha dedicato il brano Sembro Francesco Totti.[264]

## Filmografia

### Attore
- L'allenatore nel pallone 2, regia di Sergio Martino (2008)
- Mi chiamo Francesco Totti, regia di Alex Infascelli (2020)
- Speravo de morì prima – serie TV, episodio 1x06 (2021)

### Doppiatore
- I Simpson (The Simpsons) – serie animata, episodio 17x22 (2006)

## Opere
- Tutte le barzellette su Totti (raccolte da me), Milano, Mondadori, 2003, ISBN 88-04-52337-9.
- Le nuove barzellette su Totti (raccolte ancora da me), disegni di Paolo Tarabocchia, Milano, Mondadori, 2004, ISBN 88-04-52482-0.
- "Mo je faccio er cucchiaio". Il mio calcio, a cura di David Rossi, Milano, Mondadori, 2006, ISBN 88-04-55733-8.
- TuttoTotti, prefazione di Maurizio Costanzo, Milano, Mondadori, 2006, ISBN 978-88-04-56753-0.
- La mia vita, i miei gol, libro + DVD, Milano, Mondadori, 2007, ISBN 978-88-04-57241-1.
- Quando i bambini fanno "ahó", con i bambini della Scuola calcio "Francesco Totti" e Andrea Perroni, libro + DVD, Milano, Mondadori, 2009, ISBN 88-04-59004-1.
- E mo' te spiego Roma. La mia guida all'antica Roma, Milano, Mondadori, 2012, ISBN 88-04-62401-9.
- Roma 10. In giro per Roma col Capitano, Milano, Mondadori, 2014, ISBN 978-88-04-64042-4.
- Un Capitano, con Paolo Condò, Milano, Rizzoli, 2018, ISBN 88-17-10586-4.